# Salterio latino
Un salterio latino es una traducción del Libro de los salmos al latín. Es el principal recurso de la Liturgia de las Horas de los ritos latinos de la Iglesia católica.
Ejemplares de estas traducciones se reúnen en un volumen aparte del breviario o en una sección fijada de él, con los salmos ordenados para cantarlos en las distintas horas canónicas.
En la Edad Media, los salterios eran manuscritos ricamente iluminados, y en el período románico y en el gótico temprano era el del salterio el tipo de libro que se elegía preferentemente para ilustrarlo con miniaturas.

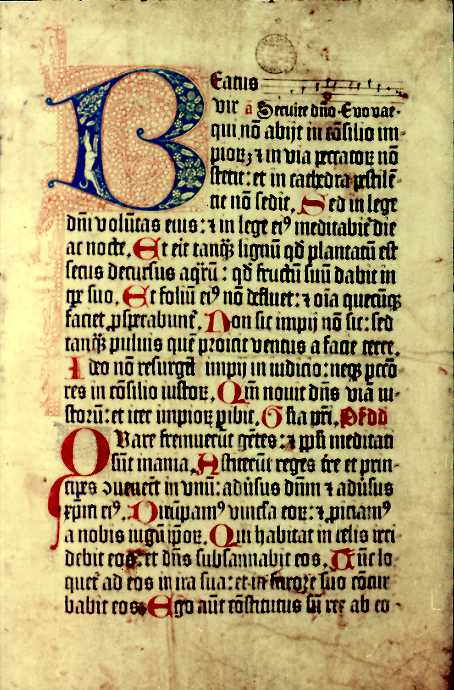
Segunda edición, fechada en 1459 y con letras iluminadas, del Salterio de Maguncia.

## Versiones del salterio latino
La Iglesia latina tiene varias traducciones de los Salmos. Tres de esas traducciones, la Romana, la Gallicana y la Iuxta Hebraicum, tradicionalmente han sido atribuidas a San Jerónimo, el autor de la Vulgata; otras dos, la Piana y la Nova Vulgata, se hicieron en el siglo XX. 
Muchas de esas traducciones son bastante similares entre sí, especialmente en el estilo.
La Versio Gallicana (386-389) es traducción del texto griego de la Septuaginta de la Hexapla. La Versio Juxta Hebraicum es del año 392, y es traducción del hebreo.
La Nova Vulgata, de 1979, se ajusta más al texto masorético. 

#### Versio vetus Latina
Esta traducción es llamada también Psalterium Vetus y Salterio de la Biblia Latina Antigua. Por las citas de los salmos que se observan en los autores que escribían en latín, se entiende que a mediados del s. IV hubo varias recensiones, diferentes, pero relacionadas entre ellas. Esas recensiones habían sustituido en buena medida a la de Cipriano de Cartago, que se había perpetuado en los escritos del s. IV de los donatistas; se piensa que esas recensiones se basan en una versión perdida de principios del s. III.
Una biblia latina del siglo XII de Montecasino (Ms. Cas. 557) conserva, junto con la romana, la galicana y la iuxta, una cuarta versión, completa, y con abundantes referencias a la Hexapla, tal vez a partir de una transcripción similar a la ambrosiana. Se supone que el texto subyacente es el de Cipriano en una versión de principios del s. III.

### Versio Ambrosiana
Es la que se emplea en el rito ambrosiano en Milán. Es resultado de traducción de la Hexapla, traducción hecha en la época de Ambrosio de Milán, junto con la de Teodoción, la de Aquila y la de Símaco. Su estilo peculiar ha sobrevivido durante siglos en la liturgia, y ha servido para reconstruir la Hexapla.

### Versio Mozarabica
Esta es la versión del Rito Hispano o Mozárabe, para uso en Toledo. Es la forma que predominó durante la época de la invasión musulmana, y cayó en desuso cuando fue sustituida por la galicana, por influencia benedictina y carolingia.
Su texto fue rescatado a partir de versiones impresas en el siglo XVI por orden del cardenal Cisneros, junto con un misal e himnario litúrgico. Hay una versión moderna de ese salterio.

### Versio Romana
Esta versión, llamada también Psalterium Romanum, tradicionalmente se ha identificado con la primera revisión que hizo Jerónimo de los salmos y que acabó en el año 384. Se pensaba de esa primera revisión que había sido hecha a partir de la V. Vetus Latina, con ligeras correcciones para ajustarla a la Septuaginta. Hay estudiosos que rechazan esa consideración. El Salterio Romano es una de las cinco versiones conocidas del antiguo latino de mediados del s. IV; pero, en comparación con las otras, su latín es muy tosco, y se desvía de los fundamentos conocidos del método de traducción de Jerónimo. Se ve en su correspondencia, sobre todo en la Epístola 106, que estaba familiarizado con el texto del salterio, sin admitir, en cambio, haberlo trabajado. Se considera por eso que la Versio Romana corresponde al texto con que se enfrentó Jerónimo.
Esta Versio Romana se mantiene en el misal y se halla en los escritos de Gregorio Magno, pero, para la Liturgia de las Horas, a partir del s. IX fue sustituida en la mayor parte de Occidente por la galicana. Persistió, no obstante, en Inglaterra hasta la conquista normanda y en la Basílica de San Pedro, y se empleaban algunos pasajes en la Basílica de San Marcos desde por lo menos 1609 hasta 1807. Continúa empleándose en la Liturgia de las Horas su texto del salmo 94.

### Versio Gallicana
La Versio Gallicana, llamada también Psalterium Gallicanum, se llama así porque se difundió por la Galia a partir del s. IX. Tradicionalmente, se ha considerado que es la segunda traducción que hizo Jerónimo de la Hexapla (años 386-9). Dio lugar a  la Vulgata Sixtina Clementina, y fue la base de los textos del canto gregoriano, así como de las Horas canónicas de Occidente desde los tiempos de Carlomagno hasta 1986, año en que fue sustituida por la Nova Vulgata. Se sigue empleando, no obstante, en monasterios y en el catolicismo tradicionalista.
El estilo característico del texto de este salterio ha de atribuirse a su origen como traducción de la Septuaginta. Se evitan en él algunos tropos, como es el de llamar «piedra» al Altísimo, que sí se hallan en el salterio hebraico, y se emplean en cambio otros más abstractos como «refugio» («refugium»), «fortaleza» («locus munitus») y «auxiliador» («adiutor»).

### Versio Iuxta Hebraicum
La Versio Iuxta Hebraica o Versio Iuxta Hebraeos es la última de Jerónimo. Se conoce informalmente como el Salterio Hebraico, a pesar de estar en latín. Más que una revisión de la galicana, es una traducción del hebreo a partir de manuscritos datados hacia el año 392; anteriores, pues, al masorético. Este salterio formaba parte de la Biblia hasta las reformas de Alcuino, vinculadas a la liturgia carolingia: Alcuino sustituyó la versión hebraica por otra empleada entonces en la Galia: la que se conocería después como Versio Gallicana. Se conservó durante mucho tiempo la hebraica, no obstante, en manuscritos españoles, aunque nunca se empleó en la liturgia de Occidente.

### Versio Piana
Durante el papado de Pío XII, el Pontificio Instituto Bíblico publicó una traducción latina nueva de los salmos: Versio Piana, Psalterium Vaticanum o Novum Psalterium. Es una traducción del hebreo, y se empleó un latín más clásico que eclesiástico. 
Se conoce también a esta versión como el Salterio de Bea, por el apellido del traductor: Augustin Bea. El 24 de marzo de 1945, en el motu proprio In cotidianis precibus, Pío XII permitió oficialmente el uso de este salterio.

### Versio Nova Vulgata
En 1969, se publicó un salterio que es traducción del texto masorético y al tiempo conserva buena parte de la poesía y del estilo del galicano, del que ha resultado ser un buen sustituto. 
Tiene influencia de otras versiones. En el salmo 95, imita a la Piana traduciendo מְרִיבָה y מסה por los topónimos Meriba y Masá en lugar de hacerlo por nombres comunes. Asimismo, מצער se traduce por Mizar, nombre de un monte cercano al mucho más grande Hermón, en lugar de hacerlo por un adjetivo.
Este salterio de 1969 se diferencia de las versione anteriores en que sigue la numeración masorética de los salmos en lugar de atenerse a la de la Septuaginta, y es el empleado en la edición de 1986 del rito romano.

## Comparación
Ejemplo con el salmo 94 (95).
| Versio Vetus Latina                                                                          | Versio Ambrosiana                                                                | Versio Mozarabica | Versio Romana | Versio Gallicana                                                                | Versio juxta Hebraicum | Versio Piana                                                                        | Versio Nova Vulgata                                                             |
| -------------------------------------------------------------------------------------------- | -------------------------------------------------------------------------------- | --- | --- | ------------------------------------------------------------------------------- | --- | ----------------------------------------------------------------------------------- | ------------------------------------------------------------------------------- |
| Psalmus 94                                                                                   | Psalmus 94                                                                       | Psalmus 94 | Psalmus 94 | Psalmus 94                                                                      | Psalmus 94 | Psalmus 94                                                                          | Psalmus 94 (95)                                                                 |
| Venite, exultemus in Domino: jubilemus Deo salutari nostro.                                  | Venite, exultemus Domino: jubilemus Deo salutari nostro.                         | Venite, exultemus in domino, iubilemus deo saluatori nostro.                                                               | Venite, exsultemus Domino; iubilemus Deo salutari nostro.                                                                  | Venite, exsultemus Domino; jubilemus Deo salutari nostro;                       | Venite laudemus Dominum iubilemus petrae Iesu nostro                                                                          | Venite, exsultemus Domino, Acclamemus Petrae salutis nostrae:                       | Venite, exsultemus Domino; iubilemus Deo salutari nostro.                       |
| Præveniamus vultum ejus in confessionem: et in psalmis jubilemus ei.                         | Præveniamus faciem ejus in confessione: et in psalmis jubilemus illi.            | Preoccupemus faciem eius in confessione, et in psalmis iubilemus ei.                                                       | Præoccupemus faciem eius in confessione, et in psalmis iubilemus ei.                                                       | præoccupemus faciem ejus in confessione, et in psalmis jubilemus ei:            | praeoccupemus vultum eius in actione gratiarum in canticis iubilemus ei                                                       | Accedamus in conspectum eius cum laudibus, Cum canticis exsultemus ei.              | Praeoccupemus faciem eius in confessione et in psalmis iubilemus ei.            |
| Quia Deus magnus est, et rex magnus super omnes deos: quia non repelet Dominus populum suum. | Quoniam Deus magnus Dominus: et Rex magnus super omnes deos.                     | Quoniam deus magnus dominus, rex magnus super omnem terram.                                                                | Quoniam Deus magnus Dominus, et rex magnus super omnes deos.                                                               | quoniam Deus magnus Dominus, et rex magnus super omnes deos.                    | quoniam fortis et magnus Dominus et rex magnus super omnes deos                                                               | Nam Deus magnus est Dominus, Et Rex magnus super omnes deos.                        | Quoniam Deus magnus Dominus, et rex magnus super omnes deos.                    |
| Quia in manu ejus omnes fines terræ: et altitudines montium ipsius sunt.                     | Quoniam in manu ejus sunt omnes fines terræ: et altitudines montium ipsius sunt. | Quoniam non repellet dominus plebem suam, quia in manu eius sunt omnes fines terre, et altitudines montium ipse conspicit. | Quoniam non repellet Dominus plebem suam, quia in manu eius sunt omnes fines terræ, et altitudines montium ipse conspicit; | Quia in manu ejus sunt omnes fines terræ, et altitudines montium ipsius sunt;   | in cuius manu fundamenta terrae et excelsa montium ipsius sunt in cuius manu fundamenta terrae et excelsa montium ipsius sunt | In manu eius sunt profunda terrae, Et altitudines montium ipsius sunt.              | Quia in manu eius sunt profunda terrae, et altitudines montium ipsius sunt.     |
| Quonian ipsius est mare, et ipse fecit illud: et arridam manus ejus fundaverunt.             | Quoniam ipsius est mare, et ipse fecit illud, et aridam fundaverunt manus ejus.  | Quoniam ipsius est mare et ipse fecit illud, et arida manus eius fundaberunt.                                              | quoniam ipsius est mare, et ipse fecit illud: et aridam fundaverunt manus eius.                                            | quoniam ipsius est mare, et ipse fecit illud, et siccam manus ejus formaverunt. | cuius est mare ipse enim fecit illud et siccam manus eius plasmaverunt                                                        | Ipsius est mare: nam ipse fecit illud, Et terra sicca, quam formaverunt manus eius: | Quoniam ipsius est mare, et ipse fecit illud, et siccam manus eius formaverunt. |